# Kamni Vrh, Litija
Kamni Vrh je naselje v Občini Litija.